# Teodoro Agoncillo
Teodoro Agoncillo (ur. 9 listopada 1912, zm. 14 stycznia 1985) – filipiński historyk.

## Życiorys
Urodził się w Lemery w prowincji Batangas. Pochodził z prominentnej rodziny. Wśród jego krewnych znaleźli się Felipe Agoncillo, dyplomata reprezentujący Filipiny podczas negocjacji zakończonych podpisaniem traktatu paryskiego z 1898 oraz Marcela Agoncillo, bohaterka narodowa nazywana matką filipińskiej flagi. Podjął studia na Uniwersytecie Filipińskim, uzyskał licencjat z filozofii (1934) oraz magisterium w zakresie sztuki (1935). Pojawił się w życiu intelektualnym kraju początkowo jako pisarz i krytyk literacki. Znalazł się wśród współzałożycieli Kapisanang Panitikan, modernistycznego stowarzyszenia literackiego, wiązanego przede wszystkim z Alejandro G. Abadillą, ojcem współczesnej poezji tagalskiej. Wkrótce zaczął się jednak skupiać na badaniach rodzimej historii. Opublikował 22 książki. Wymienia się wśród nich pozycje takie jak History of the Filipino People, uznawaną za jedno z podstawowych źródeł do systematycznego poznania filipińskich dziejów. Jego książki nierzadko budziły znaczące kontrowersje. Jedna z nich, The Revolt of the Masses: The Story of Bonifacio and the Katipunan w 1948 została objęta zakazem publikacji na polecenie prezydenta, ukazując się ostatecznie dopiero w 1956. Jest ona biografią Andrésa Bonifacio, filipińskiego bohatera narodowego oraz jednego z najważniejszych przywódców rewolucji z 1896, która zakończyła hiszpańskie rządy kolonialne na archipelagu.
Pozostałe książki Agoncilla to między innymi Filipino Nationalism 1872-1971, Malolos: The Crisis of the Republic, The Fateful Years: Japan’s Misadventure in the Philippines oraz The Burden of Proof: The Vargas-Laurel Collaboration. Źródłem emocji i nieporozumień w przypadku prac Agoncilla był ich jednoznacznie nacjonalistyczny koloryt. Badacz wychodził z założenia, że historia archipelagu winna być pisana przez Filipińczyków, z filipińskiego punktu widzenia oraz bez udziału obcych. Zawodowo związany z macierzystą uczelnią, kierował jej wydziałem historycznym. Za swoją działalność był wielokrotnie nagradzany i wyróżniany. Otrzymał między innymi Republic Cultural Award (1967), UNESCO Prize for Best Essay (1969) oraz Diwa ng Lahi (1982). Ta ostatnia jest najwyższym wyróżnieniem przyznawanym przez władze miejskie Manili. Pośmiertnie (11 lipca 1985) przyznano mu tytuł Narodowego Naukowca Filipin.